# Fixing
Le fixing est un mode de cotation sur les marchés financiers, c'est-à-dire une méthode de fixation du prix par rencontre de l'offre et de la demande sur les marchés financiers.
Sur un marché de fixing, les titres financiers concernés sont cotés de manière discontinue (une à deux fois par jour). C'est l'opposé d'une cotation continue où la cote évolue au fur et à mesure de l'arrivée des ordres d'achat et de vente ; mais il faut nuancer, car même les titres cotés en continu font l'objet d'un "fixing d'ouverture" et d'un "fixing de clôture".